# ブレンダ・マルティネス
ブレンダ・マルティネス（Brenda Martinez、1987年9月8日 - ）は、中距離走を専門とするアメリカ合衆国の陸上競技選手。2013年にモスクワで開かれた世界選手権において、800mで銅メダルを獲得した。また、2012年世界室内陸上競技選手権大会では1500mのアメリカ代表として出場した。NCAA女子陸上競技選手権大会ではカリフォルニア大学リバーサイド校代表として1500mに出場し、2位に入っている。2009年に同校を卒業する。
カリフォルニア州ランチョクカモンガ出身。ランチョクカモンガ高校を2005年に卒業した。練習メニューは、コーチのジョー・ビジル（Joe Vigil）が慎重に組み、マルティネスの夫で元ランナーのカルロス・ハンドラー（Carlos Handler）が補助している。